# 豪讷塔尔
豪讷塔尔（德語：Haunetal，意为“豪訥河谷”）是德国黑森州的一个市镇。总面积54.91平方公里，总人口3035人，其中男性1576人，女性1459人（2011年12月31日），人口密度55人/平方公里。